# Usechus nucleatus
Usechus nucleatus är en skalbaggsart som beskrevs av Thomas Casey 1889. Usechus nucleatus ingår i släktet Usechus och familjen barkbaggar. Inga underarter finns listade i Catalogue of Life.